# Fernand Bonneure
Fernand Bonneure (Brugge (hoofdbetekenis), 18 mei 1923 – 26 september 2017) was een Vlaams prozaschrijver, dichter en uitgever.

## Levensloop
Bonneure volbracht zijn lagere en middelbare studies (Latijns-Griekse humaniora) aan het Sint-Lodewijkscollege in Brugge (retorica 1942). Hij had er als leraars onder meer Robrecht Stock, Jozef De Wolf en Jozef Dochy. Hij was een van de actieve studentenleiders, zowel in de KSA als in het Jong Volkse Front. In het Sint-Lodewijkscollege werd hij hoofdman van het geheim genootschap Gilde Noodvier.
Hij genoot hoger onderwijs aan de Sociale school in Roeselare (1942-44). Van 1944 tot 1948 was hij KSA-gouwleider voor West-Vlaanderen.
Hij trouwde in 1950 met Georgina Lanckriet en ze kregen vier kinderen, onder wie de VRT-journaliste Kristien Bonneure en de voorzitter van de Brugse Culturele Raad Jan Bonneure.

## Uitgever
Bonneure was van 1954 tot 1983 uitgever, eerst bij Desclée de Brouwer, meer bepaald in de Nederlandstalige afdeling van deze grote drukkerij-uitgeverij, vervolgens bij Orion in Brugge en bij Orbis/Orion in Antwerpen.
Op 12 maart 2009 werd op het AMVC - Letterenhuis in Antwerpen de inventaris voorgesteld van het aldaar bewaarde archief Desclée de Brouwer en rechtsopvolgers. Fernand Bonneure sprak bij deze gelegenheid een 'terugblik' uit, die onder de titel Desclee de Brouwer. Terugblik bij een inventaris, gepubliceerd werd in Biekorf, 2009, blz. 154-159.

## Weekends op Driekoningen
Voor de kunstenaarsweekends die door gravin d'Hespel werden gehouden op haar kasteel Driekoningen in Beernem (het eerste vond plaats op 8-9 juli 1951 en het laatste op 15 mei 1982), was hij vanaf het vijftiende weekend op 19 maart 1955 een van de organisatoren, samen met Jan Vercammen, Rik Slabbinck en Albert Vermeire.

## Functies
Bonneure was:
- Medestichter van het Christelijk Vlaams Kunstenaarsverbond (1951).
- Medestichter en redactiesecretaris (1952-1961) van het tijdschrift (West)Vlaanderen.
- Medestichter (1961), bestuurslid en voorzitter (1984-2008) van de Vereniging van West-Vlaamse Schrijvers (VWS).
- Voorzitter van het Provinciaal Comité voor Kunstambachten in West-Vlaanderen (1980-1986).
- Voorzitter van de Culturele raad van de stad Brugge (1995-2003).
- Lid van het Mannenkoor van de Rederijkerskamer, Sint-Michiels bij Brugge.
- Voorzitter van de Vereniging van Vlaamse Letterkundigen (1994-1999).

## Tentoonstellingen
Bonneure was een onvermoeibaar organisator van kunstexposities. Hij schreef er catalogi voor, of inleidingen van catalogi. Meer bepaald geldt dit voor volgende tentoonstellingen:
- Ars sacra, Leuven, 1958
- Hedendaagse Vlaamse schilderkunst, Brugge-Ieper-Doornik, 1958
- Retrospectieve Rik Slabbinck, Brugge, 1964
- Retrospectieve Luc Peire, Brugge, 1966
- Retrospectieve Roberte De Vooght, Brugge, 1972
- Retrospectieve José Storie, Brugge, 1973
- Textielstructuren, Vichte, 1982
- Belfort en Beiaard, Brugge, 1984.

Hij was ook van nabij betrokken bij een honderdtal kunsttentoonstellingen in de kunstgalerij van het Boudewijnpark, tussen 1970 en 1985.

## Publicaties

### Poëzie
- Veertien gedichten bij de Kruisweg van Marcel Notebaert, 1960
- Mijn huis. Ikonostase, Lier, 1961
- Met een zacht potlood, Herk-de-Stad, 1966
- Op goede voet, Deurle, 1976
- Bruggewaarts, Brugge, 1981
- Als vissen bij invallend licht, 1999

### Romans en verhalen
- Olahalla, het Indianenmeisje, jeugdverhaal, Melle, 1962
- Aan elke bocht een paradijs, jeugdverhaal, Melle, 1963
- Bijvoorbeeld, roman, Brugge, Desclée de Brouwer, 1965
- De kardinaal komt niet, verhalen, Leuven, 1968

### Essays
- Kijkers op koppen, Brugge,  (1964)
- Brugge in de literatuur (1974)
- Brugge (1975)
- Op zoek naar Brugges ziel (1979)
- Georges  Rodenbach en zijn boeken over Brugge (1980)
- Brugge Beschreven. Hoe een stad in teksten verschijnt, bloemlezing met inleidingen en aantekeningen, Brussel, Elsevier, 1984.
- Literaire gids voor West-Vlaanderen (1985)
- Art Guide for Bruges (1989)
- Brugge letterlijk. Een literaire stadswandeling (2000), met Jo Berten
- De Kapucijnen vierhonderd jaar in Brugge (1992)
- Het stille Brugge. 100 jaar Bruges-la-Morte (1992), met Marcel Vanhoutryve
- Drie Brugse rederijkers (1995)
- Brugge staat klaar voor Europa, begeleidende tekst bij jaarkalender voor boekhandel De Reyghere (2003)
- Panorama op de West-Vlaamse letteren (2009)

### Monografieën
- Marcel Matthijs, VWS-cahiers n° 1, Koekelare, 1966
- Staf Weyts, VWS-cahiers, Koekelare, 1969
- Etienne Le Compte, Antwerpen, 1969
- Marcel De Backer, Blankenberge, 1969
- Jeanine Behaeghel, Brugge, 1971
- Jean-Jacques de Grave, Brugge, 1971
- De gestructrureerde symboliek van Michèle Broeders, Blankenberge, 1971
- Roger Fieuw, VWS-cahiers, Koekelare, 1973
- Norbert Edgard Fonteyne, VWS-cahiers, Koekelare, 1974
- Marcel De Backer, schilderijen om bedachtzaam in rond te wandelen, Gent, 1977
- Louis Sourie, VWS-cahiers, Koekelare, 1978
- Henri Lannoye. Ballade van de linkervoetBornem, 1978
- Paul Permeke, geheel de mens, Oostburg, 1979
- Jef Claerhout, Brugge, 1979
- August Vanhoutte, VWS-cahiers, Koekelare, 1982
- Raf Seys, VWS-cahiers, Koekelare, 1982

Bonneure schreef ook honderden artikels in bladen en tijdschriften, o.m.
- Excelsior, 19de-eeuwse Brugse studentenclub, in: Brugge die Scone, september 2015.

## Onderscheidingen
- Provinciale prijskamp voor novelle en kort verhaal, eerste premie voor de novelle Cynea Capillata, 1961
- Provinciale prijskamp voor novelle en kort verhaal, vierde premie voor de novelle Een kleine revolutie afdraaien, 1961
- Provinciale prijskamp voor novelle en kort verhaal, voor de novelle De kardinaal komt niet, 1965
- Poëzieprijskamp van Nieuwe Stemmen, bekroning, 1969
- Vijfjaarlijkse literaire prijs van de stad Brugge, voor de gedichtenbundel Bruggewaarts, 1980